# Дифеноксин
Дифеноксин (Motofen, R-15403) — опиоидный препарат, используемый, часто в сочетании с атропином, для лечения диареи.
Впервые он был одобрен в США в 1978 и в 1980 году в бывшей Западной Германии.
Дифеноксин проникает через гематоэнцефалический барьер и вызывает некоторую эйфорию; его часто продают вместе с атропином или вводят вместе с ним, чтобы уменьшить вероятность злоупотребления и передозировки.

## Доступные формы
Сдерживающие злоупотребление эффекты атропина при использовании в качестве адъюванта достаточно эффективны в снижении потенциала комбинации для рекреационного использования. Он сочетает в себе механизмы налоксона и парацетамола (двух наиболее часто используемых средств, сдерживающих злоупотребление), увеличивая вероятность передозировки, приводящей к вредным и/или фатальным последствиям. (как и парацетамол), в дополнение к достоверно вызывающим неприятные побочные эффекты, которые «портят» опиоидную эйфорию и отбивают у наркоманов охоту к повторной передозировке после первоначального опыта (как и налоксон). Это не препятствует использованию разовых доз дифеноксина для потенцирования другого опиата, антихолингерическая активность одной таблетки на самом деле, вероятно, увеличит приятные эффекты от употребления опиоидов таким же образом, как сочетание одного или нескольких опиоидов с орфенадрином.

## Побочные эффекты
При высоких дозах наблюдаются сильные эффекты на ЦНС , и атропин в таких высоких дозах вызывает типичные антихолинергические побочные эффекты, такие как тревога, дисфория и бред. Чрезмерное употребление или передозировка вызывает запор и может способствовать развитию мегаколона, а также классических симптомов передозировки, включая потенциально смертельное угнетение дыхания. В 1990-х годах его применение у детей было ограничено во многих странах из-за побочных эффектов ЦНС, которые включали анорексию, тошноту и рвоту, головную боль, сонливость, спутанность сознания, бессонницу, головокружение, беспокойство, эйфорию и депрессию.

## Механизм действия

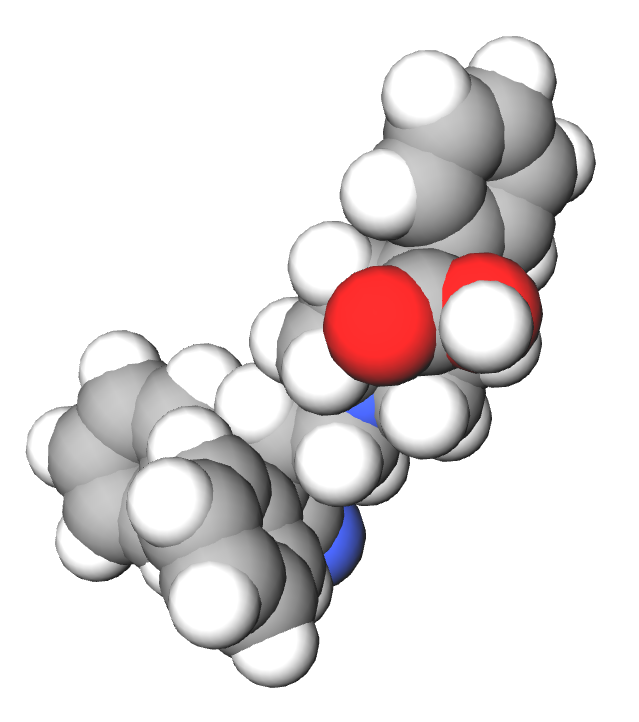
Изображение 3D модели Дифеноксина (van der Waals Spheres)

Дифеноксин обладает высоким соотношением периферического и центрального действия, воздействуя главным образом на различные опиоидные рецепторы в кишечнике. Хотя он способен производить значительные центральные эффекты в высоких дозах, дозы в пределах нормального терапевтического диапазона обычно не заметно ухудшают когнитивные способности или проприоцепцию, что приводит к терапевтической активности, примерно равной активности лоперамида (имодиума). Повышенные дозы приводят к более заметным центральным опиоидным эффектам (и антихолингерическим эффектам, когда препарат также содержит тропановый алкалоидТаким образом, он имеет ограниченные преимущества перед более мощными антидиарейными опиоидами (например, морфином) при лечении трудноизлечимых случаев диареи, которые не реагируют на нормальные или умеренно повышенные дозы дифеноксина, и фактически может быть вредным в таких обстоятельствах, если используемая рецептура также содержит атропин или гиосциамин.

## Правовой статус
В РФ Дифеноксин входит в Список I Перечня наркотических средств, психотропных веществ и их прекурсоров, подлежащих контролю в Российской Федерации (оборот запрещён)